# Маритийел
Маритийел (Berringen, “Bringen” , “Brinken” , Maridhiel, Maridhiyel, Marithiyel, Marrithiyel), также известный как беринген (Bringen, Brinken) — язык австралийских аборигенов, на котором говорят на юго-западе от города Дарвин, севернее реки Мойле и восточнее города Магадиге. Также существуют диалекты мараманинтьи (Marramaninydyi, Marimanindji), мариаму (Mare-Ammu), маридан (Meradan), маридябин (Maredyerbin, Maretyabin, Maridyerbin, Maritjabin), марийеди, нганьгит.